# Donna Corcoran
Donna Corcoran (n. 29 septembrie 1942, Quincy, Massachusetts, SUA) este o actriță americană care a apărut în mai multe filme de la Hollywood de la începutul anilor '50. Ea a apărut în mod deosebit în două muzicale acvatice care au inclus pe Esther Williams (jucând înotător Annette Kellerman în copilărie) și ca o fată vulnerabilă fiind victimizată de o babysitter tulburat emoțional (interpretat de Marilyn Monroe ) într-o dramă mai gravă, Nu vă deranjați să bateți .
După ce a făcut ultimul sau film în 1955, a făcut o revenire simbolică ca un tânăr adult într-un episod al televiziunii de lungă durată " My Three Sons" (în care a jucat Fred MacMurray ) la începutul anilor 1960, înainte de a părăsi în sfârșit actul.
Corcoran s-a născut în Quincy, Massachusetts, la William "Bill" Corcoran, Sr. (1905-1958) și fostul Kathleen McKenney (1917-1972). Câțiva din frații ei au fost și vedeți de copil, inclusiv sora mai mică, Noreen Corcoran ,care a jucat pe Kelly Gregg pe tatal sau licențiat al lui John Forsythe ( CBS , NBC și ABC ). Doi frați mai tineri au intrat și în actorie: Kevin Anthony Corcoran, o stea a diferitelor filme Walt Disney și mai târziu un regizor și producător , iar Kelly Corcoran(1958-2002) a apărut in serialul western Barry Sullivan The Road West (1966-1968). Un alt frate, Brian Corcoran, a lucrat, de asemenea, în televiziune ca un tânăr.

## Filmografie
| Year | Title                     | Role                   | Notes                             |
| ---- | ------------------------- | ---------------------- | --------------------------------- |
| 1951 | Angels in the Outfield[2] | Bridget White          | cu Paul Douglas și Janet Leigh    |
| 1952 | Love Is Better Than Ever  | Janice Lee Yogurt      | Uncredited                        |
| 1952 | Young Man with Ideas      | Caroline Webster       |                                   |
| 1952 | Don't Bother to Knock     | Bunny Jones            | cu Marilyn Monroe                 |
| 1952 | Million Dollar Mermaid    | Annette - 10 years old | cu Esther Williams                |
| 1953 | Scandal at Scourie[2]     | Patsy                  | cu Walter Pidgeon și Greer Garson |
| 1953 | Dangerous When Wet[3]     | Junior Higgins         | cu Esther Williams                |
| 1954 | Gypsy Colt[4]             | Meg MacWade            | cu Ward Bond                      |
| 1955 | Moonfleet (1955 film)     | Grace                  | cu Stewart Granger                |